# Eslésvico-Flensburgo
Eslésvico-Flensburgo (em alemão: Schleswig-Flensburg; em dinamarquês: Slesvig-Flensborg) é um distrito (kreis ou landkreis) da Alemanha localizado no estado de Eslésvico-Holsácia.

## Cidades e municípios
Populaçoes em 31 de dezembro de 2006:
| Cidades: 1. Glücksburg (Ostsee) (5945) 2. Kappeln * (9855) 3. Schleswig (24.121) | Município:: 1. Handewitt (10.595 em 31 de dezembro de 2007) 2. Harrislee (11.354) |

Estas cidades e município são chamados Amtsfreie Städte ou Amtsfreie Gemeinden por não pertencerem a nenhum Amt (vide abaixo). A cidade indicada por asterisco (*) é sede de um Amt.
Ämter (singular: Amt; português: ofício, escritório, secretaria), e seus municípios membros:
| - 1. Arensharde [sede: Silberstedt] 1. Bollingstedt (1488) 2. Ellingstedt (843) 3. Hollingstedt (999) 4. Hüsby (761) 5. Jübek (2572) 6. Lürschau (1130) 7. Schuby (2583) 8. Silberstedt (2250) 9. Treia (1497) - 2. Eggebek [sede: Eggebek] 1. Eggebek (2585) 2. Janneby (450) 3. Jerrishoe (998) 4. Jörl (835) 5. Langstedt (1035) 6. Sollerup (503) 7. Süderhackstedt (349) 8. Wanderup (2235) - 3. Geltinger Bucht [sede: Steinbergkirche] 1. Ahneby (223) 2. Esgrus (831) 3. Gelting (1824) 4. Hasselberg (899) 5. Kronsgaard (254) 6. Maasholm (662) 7. Nieby (224) 8. Niesgrau (596) 9. Pommerby (191) 10. Quern (1386) 11. Rabel (637) 12. Rabenholz (296) 13. Stangheck (244) 14. Steinberg (995) 15. Steinbergkirche (1384) 16. Sterup (1423) 17. Stoltebüll (821) - 4. Haddeby [sede:Busdorf] 1. Borgwedel (711) 2. Busdorf (2064) 3. Dannewerk (1060) 4. Fahrdorf (2536) 5. Geltorf (426) 6. Jagel (961) 7. Lottorf (203) 8. Selk (811) | - 5. Hürup [sede: Hürup] 1. Ausacker (543) 2. Freienwill (1471) 3. Großsolt (1902) 4. Hürup (1205) 5. Husby (2213) 6. Maasbüll (722) 7. Tastrup (448) - 6. Kappeln-Land [sede: Kappeln] 1. Arnis, cidade (309) 2. Grödersby (272) 3. Oersberg (339) 4. Rabenkirchen-Faulück (660) - 7. Kropp-Stapelholm [sede: Kropp] 1. Alt Bennebek (356) 2. Bergenhusen (680) 3. Börm (780) 4. Dörpstedt (551) 5. Erfde (2120) 6. Groß Rheide (1030) 7. Klein Bennebek (581) 8. Klein Rheide (336) 9. Kropp (6407) 10. Meggerdorf (693) 11. Norderstapel (825) 12. Süderstapel (1082) 13. Tetenhusen (937) 14. Tielen (310) 15. Wohlde (530) - 8. Langballig [sede: Langballig] 1. Dollerup (1041) 2. Grundhof (926) 3. Langballig (1462) 4. Munkbrarup (1068) 5. Ringsberg (521) 6. Wees (2322) 7. Westerholz (758) - 9. Mittelangeln [sede: Satrup] 1. Havetoftloit (941) 2. Rüde (359) 3. Satrup (3578) 4. Sörup (4257) 5. Schnarup-Thumby (607) - 10. Oeversee [sede: Tarp] 1. Oeversee (3414 em 31 de dezembro de 2007) 2. Sieverstedt (1671) 3. Tarp (5566) | - 11. Schafflund [sede: Schafflund] 1. Böxlund (105) 2. Großenwiehe (2804) 3. Hörup (643) 4. Holt (188) 5. Jardelund (317) 6. Lindewitt (2063) 7. Medelby (899) 8. Meyn (638) 9. Nordhackstedt (483) 10. Osterby (335) 11. Schafflund (2347) 12. Wallsbüll (914) 13. Weesby (474) - 12. Südangeln [sede: Böklund] 1. Böklund (1436) 2. Brodersby (493) 3. Goltoft (227) 4. Havetoft (869) 5. Idstedt (831) 6. Klappholz (531) 7. Neuberend (1143) 8. Nübel (1377) 9. Schaalby (1700) 10. Stolk (836) 11. Struxdorf (705) 12. Süderfahrenstedt (512) 13. Taarstedt (876) 14. Tolk (1060) 15. Twedt (502) 16. Uelsby (461) - 13. Süderbrarup [sede: Süderbrarup] 1. Böel (749) 2. Boren (762) 3. Brebel (396) 4. Dollrottfeld (256) 5. Ekenis (241) 6. Kiesby (220) 7. Loit (255) 8. Mohrkirch (1020) 9. Norderbrarup (676) 10. Nottfeld (139) 11. Rügge (237) 12. Saustrup (229) 13. Scheggerott (390) 14. Steinfeld (729) 15. Süderbrarup (3854) 16. Ulsnis (706) 17. Wagersrott (231) |

|  |

## História
- Até 29 de fevereiro de 2008, existia o Amt de Handewitt, composto pelos municípios de Handewitt e Jarplund-Weding. A partir de 1 de Março de 2008, o Amt de Handewitt foi extinto e o município de Jarplund-Weding incorporado ao município de Handewitt.
- Até 29 de fevereiro de 2008, Sankelmark era um município do Amt de Oeversee. A partir de 1 de março de 2008, o município de Sankelmark foi incorporado ao município de Oeversee.